# Eyalet d'Adana
1608–1865
Entités précédentes :
- Beylicat ramazanide

Entités suivantes :
- Vilayet d'Alep
- Vilayet de Konya

Le pachalik ou eyalet d'Adana (turc ottoman : ایالت ادنه, Eyālet-i Adana) est un eyalet (province) de l'Empire ottoman, dans le sud de l'Anatolie, qui a existé de 1608 à 1864. Sa capitale était Adana. Son territoire, entre la Méditerranée et le Taurus, fait partie de l'actuelle Turquie.

## Histoire

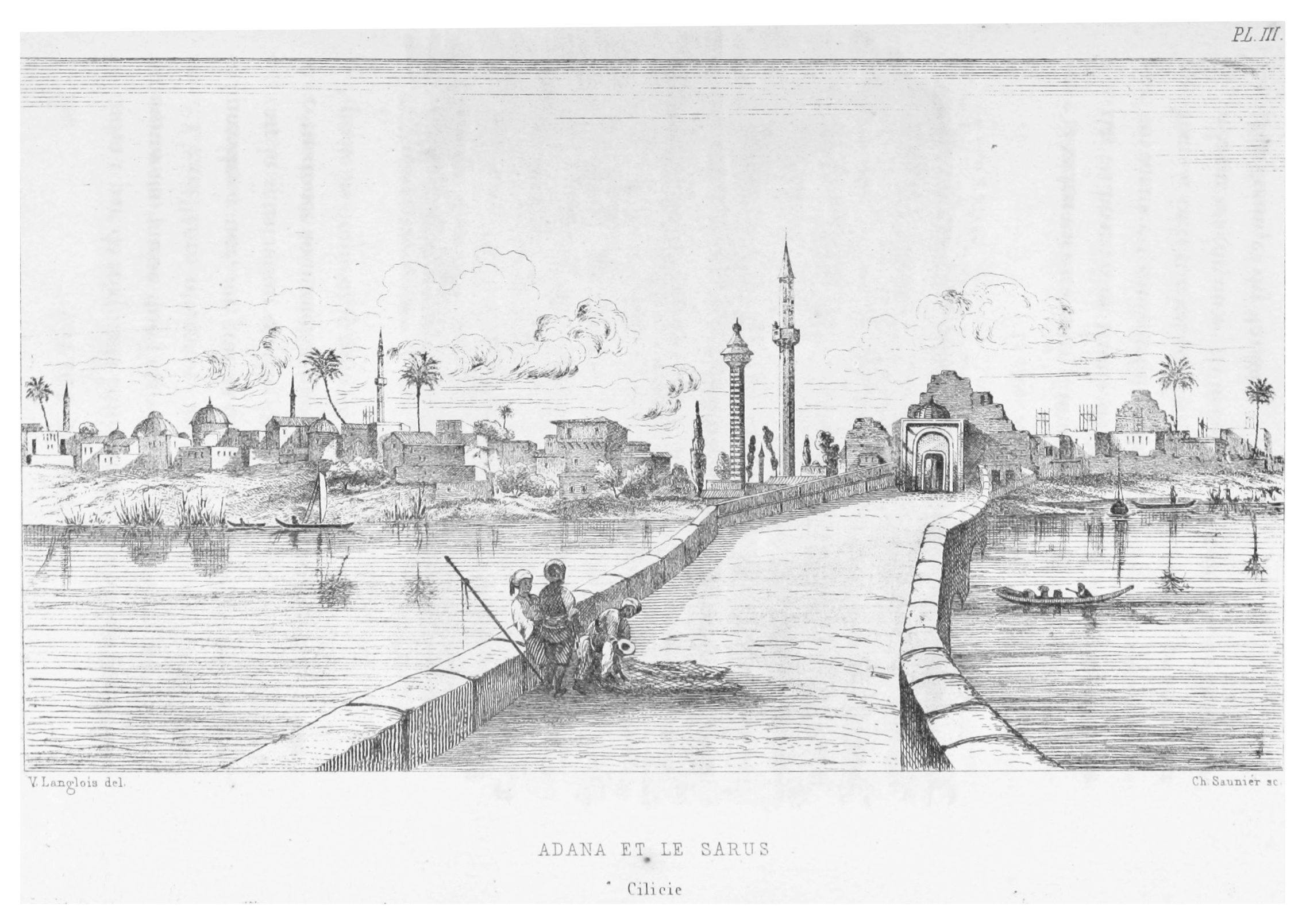
Adana et le fleuve Saros (Ceyhan), par Victor Langlois, 1861.

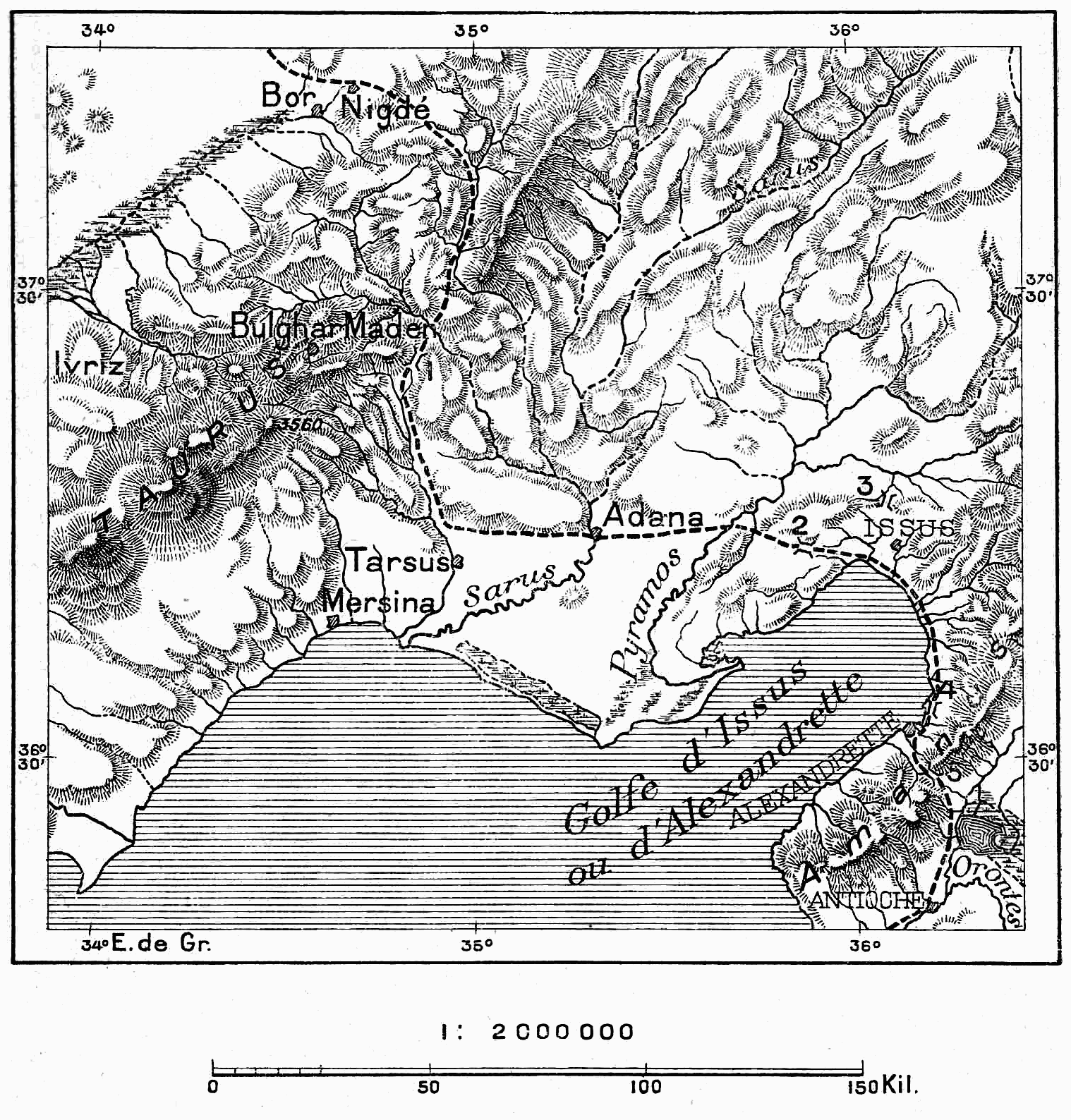
Taurus et Plaine de Cilicie, par Élisée Reclus, 1905-1908.

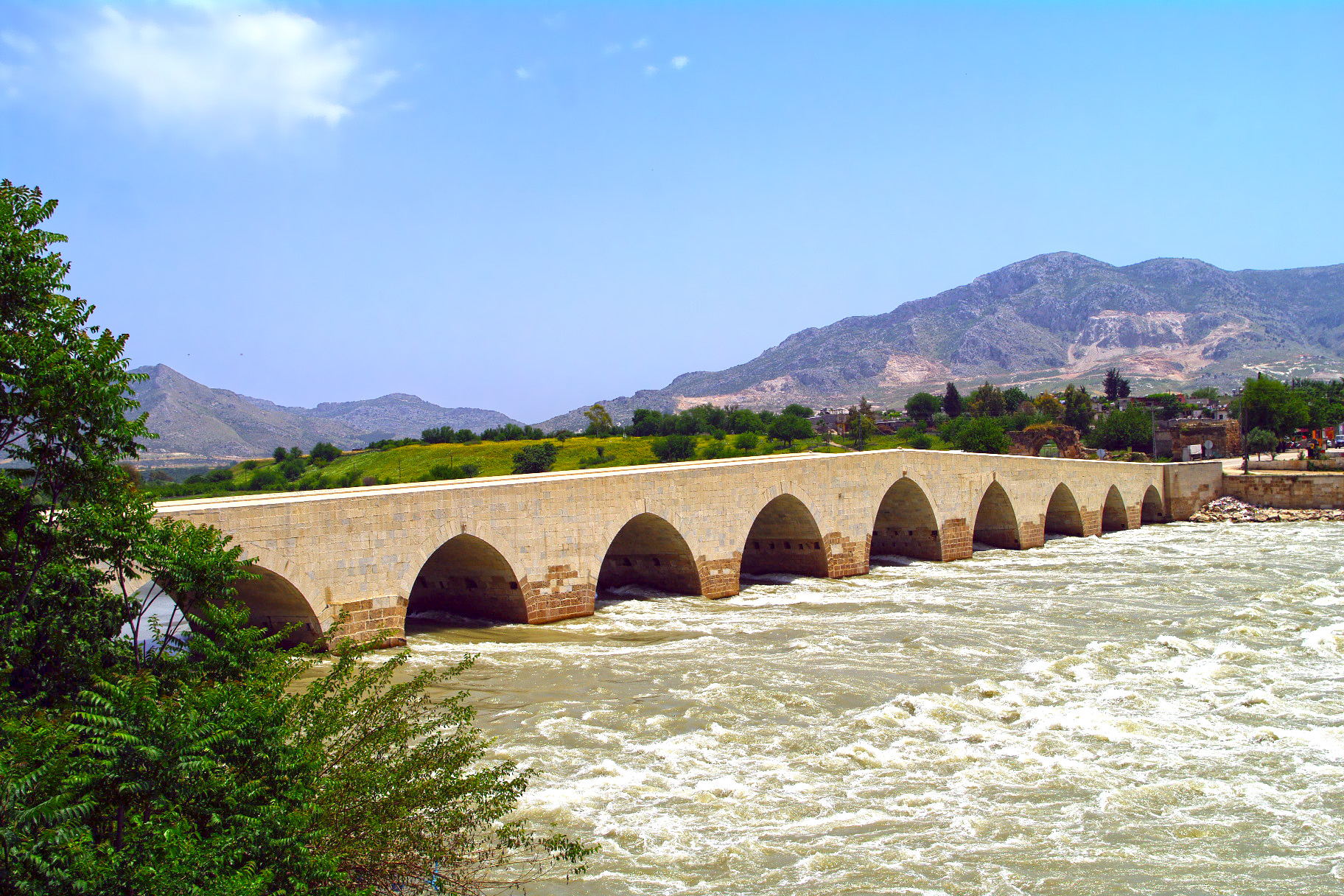
Pont de Mopsueste sur le Ceyhan.

Au XVe siècle, l'ancienne Cilicie constitue la principauté (beylicats) des Ramazanides, émirat turkmène qui a succédé à l'ancien royaume chrétien de Petite-Arménie. En 1516, les Ramazanides, vassaux du sultanat mamelouk d'Égypte, se soumettent au sultan ottoman Sélim Ier. Leur domaine devient un sandjak (district) héréditaire. À la suite de l'extinction des Ramazanides en 1608, il passe sous administration ottomane directe.
Au XVIIe siècle, le voyageur ottoman Evliya Çelebi présente le pays comme « montagneux et très turbulent ».
Dans la première moitié du XIXe siècle, Adana, capitale de la province, compte 20 000 à 25 000 habitants. Elle entretient un commerce actif avec les villes de Kayseri, Alep et Damas. Le port de Tarsus (10 000 habitants) est un des plus actifs de l'Asie mineure. Les autres ports sont Mersin, en pleine expansion, Kelenderis (Aydıncık), point d'embarquement pour Chypre, et Kazanlı (en). Ils servent de relais aux marchandises de l'intérieur de l'Anatolie comme la laine de Caramanie et le cuivre de Tokat. La plaine, traversée par les fleuves Seyhan et Ceyhan, est fertile et produit des denrées agricoles, notamment du coton de très bonne qualité, mais elle est sujette aux inondations et au paludisme. Des mines de plomb argentifère sont exploitées près des Portes de Cilicie (Gülek Boğazı), défilé qui relie la Cilicie à la Syrie. Pendant la première Guerre égypto-ottomane (1831-1833), le pays est conquis par l'armée égyptienne d'Ibrahim Pacha au nom de son père, Méhémet Ali, vice-roi d'Égypte. Par la convention de Kütahya (4 mai 1833), la Syrie et la Cilicie passent sous l'autorité de Méhémet Ali. Ibrahim Pacha fait fortifier les Portes de Cilicie et envisage des grands travaux comme la canalisation et le drainage des plaines fluviales. Mais la deuxième Guerre égypto-ottomane (1839-1841) et l'intervention des puissances européennes obligent Méhémet-Ali à restituer à la Sublime Porte les provinces conquises et entraînent l'abandon de ces projets.
La communauté arménienne est nombreuse. Sis (Kozan) est le siège du catholicossat arménien de Cilicie. Les Arméniens de la plaine sont commerçants ou agriculteurs. Ceux des montagnes de Zeytoun (actuelle Süleymanlı près de Kahramanmaraş) sont autonomes moyennant un tribut qu'ils paient à la tribu turkmène des Kozanoğlu ; ils élèvent des chevaux et exploitent des mines de fer. Ils se soulèvent contre l'administration ottomane lors de la révolte de Zeytoun (1862) qui prend fin grâce à la médiation de Napoléon III.
Les Turkmènes nomades (Yörüks) ou sédentaires, descendants des conquérants seldjoukides, sont partagés en 10 tribus dans le district d'Adana et 9 dans celui de Tarsus. D'autres tribus nomades, venues de l'eyalet de Dulkadir, passent une partie de l'année en Cilicie. Les Turkmènes sédentaires sont paisibles mais les Yörüks pratiquent le banditisme et sont souvent en conflit avec l'administration car ils refusent de payer l'impôt.
Les Kurdes nomadisent, selon les saisons, entre Kayseri et Anazarbe. Ils sont partagés en quatre tribus : Karalar, Lek, Afchar et Karsanteli. Les uns sont musulmans sunnites et les autres yézidis. Ils sont en rébellion permanente.
Les Arabes sont dispersés sur la côte entre Mersin et Iskenderun. Les uns sont sunnites, les autres des noseïris (Alaouites) chassés de Syrie.
Le commerce de la Cilicie, relativement peu important, se fait surtout avec les autres provinces ottomanes, vers Kayseri, Alep, Beyrouth et Chypre, ainsi que vers l'Égypte.
En 1865, lors de la réforme administrative qui transforme les eyalets en vilayets, Adana est rattachée au vilayet d'Alep. Elle redevient la capitale d'une province séparée, le vilayet d'Adana, en 1869.

## Population
Vers 1852-1853, le voyageur français Victor Langlois estime la population de la Cilicie à 150 000 habitants dont :
- 12 000 Arméniens
- 1 000 Grecs
- 60 000 Turkmènes sédentaires ou nomades
- 20 000 Kurdes nomades
- 38 500 Turcs sédentaires
- 16 000 Arabes (Syriens, Égyptiens, etc.), Tziganes et esclaves noirs
- 116 Européens et divers[8].

## Subdivisions
L'eyalet est divisé en plusieurs sandjaks (districts). Au XVIIe siècle, ce sont :
- Sandjak d'Adana (sandjak du pacha)
- Sandjak de Sis (Kozan)
- Sandjak de Tarsus
- Sandjak de Silifke

Au XIXe siècle, ce sont :
- Sandjak d'Adana
- Sandjak de Tarsus
- Sandjak d'Alaya (Alanya)
- Sandjak de Sis
- Sandjak de Payas
- Sandjak d'Anamur
- Sandjak de Silifke